# Wolfgang Schwarz
Wolfgang Schwarz (Wenen, 14 september 1947) is een Oostenrijks voormalig kunstschaatser. Hij nam deel aan twee Olympische Winterspelen: Innsbruck 1964 en Grenoble 1968. Schwarz won in 1968 verrassend olympisch goud op de Spelen van Grenoble.

## Biografie
Schwarz was in 1968 geen favoriet voor de winst op de Olympische Winterspelen in Grenoble, aangezien zijn landgenoot Emmerich Danzer in die jaren meervoudig wereld- en Europees kampioen was. Toch won Schwarz, die op WK's en EK's enkele keren tweede was geworden, de olympische gouden medaille terwijl Danzer in Grenoble niet zo goed presteerde en buiten het podium viel.
Na zijn sportieve carrière schaatste hij met Holiday on Ice en zette hij zich in voor het Österreichischer Tennisverband. In 2002 kwam Schwarz minder positief in het nieuws, toen hij werd beschuldigd van mensenhandel. Hij werd veroordeeld tot achttien maanden cel, maar hij hoefde nog niet te zitten vanwege zijn behandeling voor huidkanker. Een vergelijkbare zaak volgde in 2005, al werd hij dit keer wegens gebrek aan bewijs vrijgesproken. Schwarz werd in 2006 veroordeeld tot acht jaar gevangenisstraf voor het beramen van een ontvoering; hij had deze actie bekend. Na een jarenlange gevangenisstraf werd hij begin 2014 vrijgelaten.

## Belangrijke resultaten
| Kampioenschap          | 63/64 | 64/65 | 65/66  | 66/67  | 67/68  |
| ---------------------- | ----- | ----- | ------ | ------ | ------ |
| Olympische Spelen      | 15e   |       |        |        | Goud   |
| Wereldkampioenschap    |       | 7e    | Zilver | Zilver |        |
| Europees kampioenschap | 7e    | 5e    | Zilver | Zilver | Zilver |

1908: Ulrich Salchow ·
1920: Gillis Grafström ·
1924: Gillis Grafström ·
1928: Gillis Grafström ·
1932: Karl Schäfer ·
1936: Karl Schäfer ·
1948: Richard Button ·
1952: Richard Button ·
1956: Hayes Alan Jenkins ·
1960: David Jenkins ·
1964: Manfred Schnelldorfer ·
1968: Wolfgang Schwarz ·
1972: Ondrej Nepela ·
1976: John Curry ·
1980: Robin Cousins ·
1984: Scott Hamilton ·
1988: Brian Boitano ·
1992: Viktor Petrenko ·
1994: Aleksej Oermanov ·
1998: Ilja Koelik ·
2002: Aleksej Jagoedin ·
2006: Jevgeni Pljoesjtsjenko ·
2010: Evan Lysacek ·
2014: Yuzuru Hanyu ·
2018: Yuzuru Hanyu ·
2022: Nathan Chen